# Паличкоподібні бактерії
Паличкоподібні бактерії (застаріле — бацили, або рідко бациля від лат. bacilli — «палички») — бактерії паличкоподібної форми. Нині назву «бацили» використовують для означення представників роду Bacillus. Морфологічно виділяють ще так звані коккобацили — округліші клітини, довжина яких ще помітно перевищує ширину (зокрема як у Bacteroides fragilis, Yersinia pestis, Bordetella bronchiseptica, Haemophilus influenzae). Паличкоподібна форма зустрічається у більшості видів бактерій, як грам-негативних, так і грам-позитивних. Паличкова форма є найчисленнішою і найрізноманітнішою групою бактерій.
Клітинна стінка паличкоподібних бактерій являє собою тверду, нееластичну трубку. Тому вони ростуть переважно в довжину, а коливання товщини відносно невеликі (переважно в межах 0,5-1 мкм). По довжині паличкові поділяють на дрібні (до 1,5 мкм), середні (2-4 мкм), великі (більш ніж 4 мкм). За товщиною паличкові бактерії поділяють на тонкі (до 1 мкм) і товсті (>1 мкм). Форма кінців у паличкових буває закруглена, загострена, обрубана.
По здатності до спороутворення паличкоподібні форми бактерій підрозділяють на три роди:
- Bacterium (бактерії) — це паличкоподібні бактерії, що, як правило, не утворюють спор. Типовим представником є кишкова паличка (Escherichia coli), яка завжди мешкає в кишечнику людини та тварин.
- Bacillus (бацили) — це споротворні паличкоподібні бактерії. Діаметр спор не перевищує у них поперечного розтину палички тому спороутворення у бацил не призводить до зміни форми клітини. За типом дихання бацил, як правило, відносять до аеробів (потребують кисень для свого розвитку). Прикладом сапрофітних форм бацил є Bacillus subtilis («сінна» паличка), Bacillus licheniformis («картопляна» паличка).
- Clostridium (клостридії) — це споротворні паличкоподібні бактерії, у яких спора за своїм розміром перевищує поперечний розтин палички. При цьому змінюється зовнішня форма палички і вона може нагадувати веретено або ракетку. За типом дихання відносять, як правило, до облігатних анаеробів.

За взаємним розташуванням паличкові розподіляють на три підгрупи:
- а) поодинокі палички — розміщуються хаотично. Така форма взаємного розташування клітин характерна для переважної більшості паличкових.
- б) диплобактерії — клітини бактерій розташовані попарно.
- в) стрептобактерії — клітини бактерій утворюють ланцюжки різної довжини.